# María Forteza
María Mercè Forteza (Maiorca) foi uma cineasta, artista de cuplé e de variedades espanhola, possivelmente a primeira mulher a dirigir um filme sonoro na Espanha, feito que ocorreu na ilha de Maiorca entre 1932 e 1934.

## Percurso
Segundo investigações realizadas pela Filmoteca Española em 2020, María Forteza dirigiu o filme Mallorca entre 1932 e 1934. Isto a tornaria a primeira mulher a ter realizado um filme sonoro na Espanha. Até esse momento considerava-se que Rosario Pi, outra pioneira do cinema no país,  teria sido primeira mulher a ter rodado um filme sonoro na Espanha, El gato montés, em 1935.
Forteza era de origem chueta. Casou-se com Ramón Úbeda (Barcelona, 1901) em Sant Gervasi, onde juntos trabalharam com dublagem de filmes. 
Sua estreia como artista ocorreu no Teatro Lírico de Palma em 1924. Em 1927 já era considerada uma reputada cupletista em Maiorca ao lado de nomes como Maria Baña, Maria Llobera e Blanca de Parma. Com o golpe de estado de 1936 exilou-se com o marido e a filha em Lisboa. Ali permaneceu desde o final da Guerra Civil Espanhola até 1951, quando voltou para Maiorca com sua filha (seu marido decidiu ir para a América do Sul e perderam o contato definitivamente).
Morreu em Maiorca antes de 1964 por causa de uma doença cardíaca. Sua filha continou vivendo na ilha.

## Obra
Mallorca é um curta-metragem com duração de 7 minutos e 40 segundos, estrutura dramática de documentário, produzido e rodado por seu marido Ramón Úbeda com um sistema de som inventado por ele. Chegou aos arquivos da Filmoteca Espanhola em 1982 mas não foi visto até 2020, pelo que a existência da diretora Forteza e do filme eram descohecidas até esse momento.
A obra é uma homenagem ao compositor Issac Albéniz, a quem Forteza dedica o filme logo começo. Exibe diferentes localizações maiorquinas montadas sobre o opus 202 do compositor catalão: Sant Francesc, Es Born, Sa Llonja, além de outros edifícios emblemáticos de Palma e panorâmicas da Cala Figuera.
A fita de Mallorca estava guardada junto com outros materiais fílmicos em um guarda-móveis de um irmão de Úbeda, em Barcelona. Quando o pagamento pelo espaço foi interrompido, ao invés de ser leiloado o material foi doado em 1982 à Filmoteca Espanhola. Nesse momento o curta-metragem documentário dirigido por Forteza foi catalogado erroneamente e somente seria revisto e redescoberto quase trinta anos depois.

## Ligações Externas
Cristina Andreu presenta Mallorca (Maria Forteza, c.1934)
Maria Forteza, cupletista i primera directora del cinema espanyol